# Rhinocricus pillaulti
Rhinocricus pillaulti är en mångfotingart som beskrevs av Filippo Silvestri 1897. Rhinocricus pillaulti ingår i släktet Rhinocricus och familjen Rhinocricidae. Inga underarter finns listade i Catalogue of Life.